# 硫酸铈(III)
硫酸铈(III)，旧称硫酸亚铈，是一种无机化合物，化学式为Ce2(SO4)3。它在水中的溶解度随着温度的升高而降低。

## 制备
硫酸铈(III)通常以硝酸铈(IV)铵为原料，经过30%过氧化氢还原得到：
(NH4)2Ce(NO3)6 + 4 NH3·H2O → Ce(OH)4↓ + 6 NH4NO3
Ce(OH)4 + 2 H2SO4 → Ce(SO4)2 + 4 H2O
2 Ce(SO4)2 + H2O2 → Ce2(SO4)3 + H2SO4 + O2↑